# 安全注意键
安全注意键（英語：Secure Attention Key，縮寫：SAK）或安全注意序列（英語：Secure Attention Sequence，縮寫：SAS）是在登录界面出现前必须在计算机键盘下按下的组合键以证明用户完全可信。与硬件间接交互的操作系统内核可以检测是否安全注意键被按下。按下时，内核即开始受信登录处理流程。
安全注意键旨在在开始可信登录前通过使内核终止全部进程（包括伪造为计算机登录进程的程序）的方式终结伪造登录。
在配置使用安全注意键的系统上，用户必须时刻小心无需按下所必须的组合键的伪造登录提示。
在Windows中，这一功能由Winlogon部件实现。Windows 使用者帳戶控制（UAC）提示也有可能需要按下安全注意键。除此之外，Windows 8中的安全注意键也是⊞ Win+电源键。
在Linux系统上，若内核支持sysrq，则可直接使用Alt+SysRq+K作为安全注意键。反之，则应使用loadkeys来配置安全注意键。一旦定义安全注意键，在登入时将直接结束X Server进程。若系统正位于运行级别5，则将重新启动X Server进程。

## 示例
下方是部分应用示例：
- Ctrl+Alt+Del可用于基于Windows NT的操作系统（称为安全注意序列）
- Alt+SysRq+K为Linux的默认安全注意键[2]
- AIX使用Ctrl+X与Ctrl+R
- OpenVMS使用Break
- PLATO IV曾在20世纪70年代使用⇧ Shift+Stop

## BIOS 用例
类似Ctrl+Alt+Del的相同组合键通常被PC系统的BIOS用于在启动过程中重新启动计算机。

## 另请参阅
- Ctrl+Alt+Del
- Magic SysRq組合鍵
- Break鍵